# 認定資格
認定資格(にんていしかく、英語：Professional certification, trade certification, professional designation)とは、公的機関・職能団体などが一定の能力・品質を保証する資格である。